# JS Asuka (ASE-6102)
Le JS Asuka (ASE-6102) est le premier bâtiment d'essais et de mesures, navire auxiliaire  de la Force maritime d'autodéfense japonaise. Il porte le nom du village d'Asuka, lieu de l'ancienne Maison impériale du Japon.

## Historique
Il s’agit d’un navire d’essai en armement embarqué visant à réduire la main-d’œuvre et à gagner du temps.
La pose de la quille d'Asuka a été effectué le 21 avril 1993 au chantier naval Sumitomo d'Uraga et lancé le 21 juin 1994. Il a été mis en service le 22 mars 1995 et déployé à la base navale de Yokosuka.

## Galerie

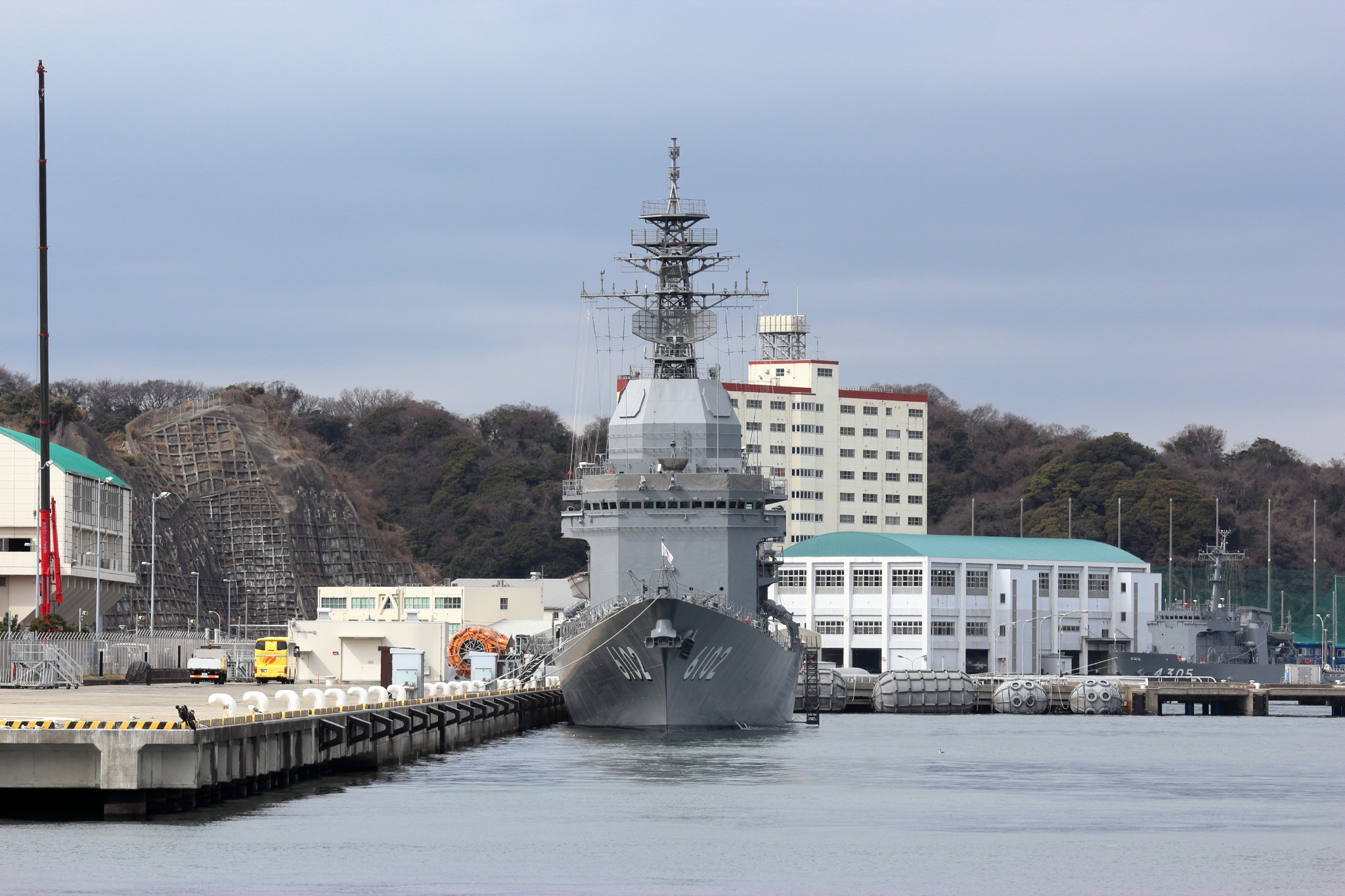
Asuka (en 2017)
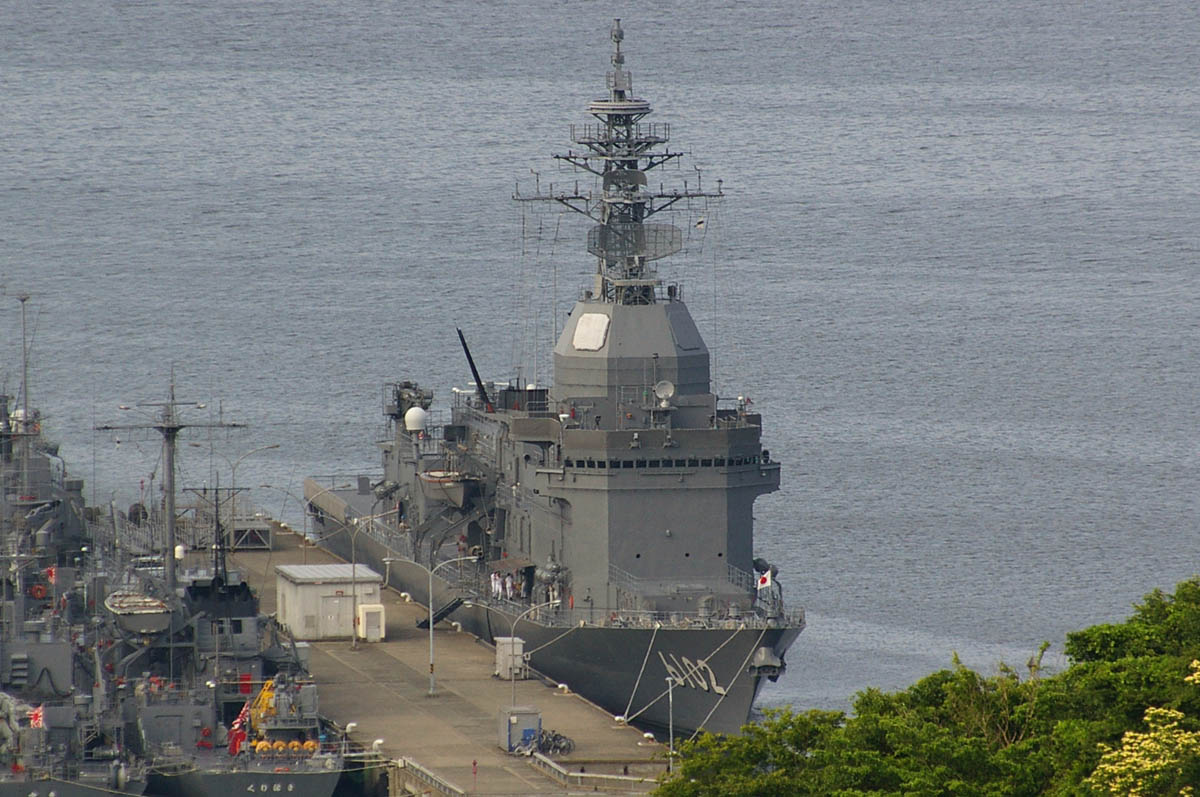
Asuka

### Note et référence
- (ja) Cet article est partiellement ou en totalité issu de l’article de Wikipédia en japonais intitulé « あすか (試験艦) » (voir la liste des auteurs).